# بريان ميلر
بريان ميلر (بالإنجليزية: Bryan Miller)‏ هو منافس ألعاب قوى أمريكي، ولد في 31 مايو 1989.

## وصلات خارجية
- بريان ميلر على موقع الاتحاد الدولي لألعاب القوى (الإنجليزية)
- بريان ميلر على موقع TFRRS.org (الإنجليزية)